# Powstanie Miao (1795–1806)
Powstanie Miao 1795–1806 – antychińska rebelia w prowincjach Hunan i Guizhou, wywołana napięciami między autochtoniczną ludnością a chińskimi imigrantami. Krwawo stłumiona, znalazła  swoją kontynuację w powstaniu z lat 1854–1876.
Termin „Miao” nie odnosi się wyłącznie do przodków dzisiejszej mniejszości narodowej Miao, lecz było ogólnym terminem używanym przez Chińczyków na określenie górskich ludów zamieszkujących przede wszystkim Guizhou. Stanowili oni 40-60% ludności tej prowincji.

## Tło i przyczyny
W stosunku do ludów niechińskich, cesarstwo chińskie stosowało politykę kontroli, raczej niż siłowej asymilacji. Na południowym zachodzie, od XV wieku, w prowincjach Yunnan, Guizhou, Guangxi i Syczuan, powszechny był system pośrednich rządów tusi, lokalnych przywódców (klanów, wiosek, plemion itp.), którzy odpowiedzialni byli za płacenie podatków i utrzymanie spokoju na podległych sobie terytoriach.
Nasilająca się imigracja chińska prowadziła jednak do wypierania wcześniejszych mieszkańców z najlepszych terenów; mimo stosunkowo słabego zaludnienia, trudny teren (wysokie i strome góry) zapewniał niewiele ziem nadających się do uprawy. Za imigrantami chińskimi „podążała” struktura państwowa, wojskowa i cywilna, dążąca do ustanowienia regularnej  administracji, w miejsce wpół-niezależnych tusi. Ta praktyka zastępowania lokalnych przywódców urzędnikami cesarskimi, nieodmiennie prowadziła do konfliktów.
Konflikty na tym terenie nie były nowością: od czasów chińskiego podboju za czasów dynastii Ming, rewolty wybuchały co kilkadziesiąt lat, gdy napięcia między imigrantami a tubylcami osiągnęły stan krytyczny. Każde krwawo stłumione powstanie pozostawiało po sobie pamięć krzywd, a konflikty były raczej tłumione niż rozwiązywane. Podstawowe problemy: niska jakość rządów, wyzysk, nadmierne opodatkowanie i pogardliwy stosunek do nie-Chińczyków ze strony urzędników nie ulegały zmianie. Masowa imigracja powodowała problemy, a urzędnicy żerowali raczej na lokalnej populacji, niż nią zarządzali. Wielkie powstania miały miejsce za czasów dynastii Ming, a za panowania qingowskiego w latach 1735–36, 1796-1806 i ostatnie, najpoważniejsze, 1854-1873.

## Przebieg i skutki
Po brutalnym stłumieniu powstania z 1736, druga połowa XVIII w. była raczej spokojna, co oznaczało tyle, że zbrojne incydenty, choć częste, były lokalne i nie stanowiły większego zagrożenia dla władzy. Niepokój natomiast mogła budzić nasilająca się aktywność heterodoksyjnych ruchów religijnych, zarówno wśród Hanów, jak i Miao. W 1795 napięcia znów wzrosły do takiego stopnia, że Miao, pod przywództwem Shi Liudenga i Shi Sanbao, powstali ponownie.
Walki toczyły się głównie w prowincji Hunan, i na mniejszą skalę, w Guizhou. Dynastia Qing zareagowała, wysyłając oddziały chorągwiane i mobilizując lokalne oddziały samoobrony i milicje. Konfiskowano majątki przywódców powstania, co jednak prowadziło do dalszej antagonizacji ludności, zwłaszcza, że nowi właściciele ziemscy (Chińczycy) bezlitośnie wyzyskiwali swoich dzierżawców (Miao). Na opanowanych terenach rozbudowywano sieć fortów i kolonii wojskowych, a tereny chińskie i Miao rozgraniczono murami z wieżami  obserwacyjnymi. Mimo to stłumienie rebelii zajęło 11 lat. Do tłumienia rebelii przerzucono też oddziały Zielonego Sztandaru z Hubei – osłabienie kontroli na tym terenie ułatwiło wybuch powstania Białego Lotosu.
Mimo wdrożenia polityki siłowej asymilacji, rugowania lokalnych kultów i wprowadzania konfucjańskiego szkolnictwa na modłę chińską, napięcie pozostało i narastało, aż do wybuchu wielkiego powstania w 1854. Trzeba wszakże zaznaczyć, że wzięło w nim udział stosunkowo niewielu hunańskich Miao, „spacyfikowanych” w latach 1795–1806.